# Ed Roberts
Henry Edward Roberts (13 de setembro de 1941 - 1º de abril de 2010) foi um engenheiro, empresário e médico estadunidense que inventou o primeiro computador pessoal comercialmente bem-sucedido em 1974. Ele é mais frequentemente conhecido como o "pai do computador pessoal". Ele fundou a Micro Instrumentation and Telemetry Systems (MITS) em 1970 para vender kits eletrônicos para entusiastas de foguetes, mas o primeiro produto bem-sucedido foi um kit de calculadora eletrônica que foi destaque na capa da edição de novembro de 1971 da Popular Electronics. As calculadoras foram muito bem-sucedidas e as vendas ultrapassaram um milhão de dólares em 1973. Uma brutal guerra de preços de calculadoras deixou a empresa profundamente endividada em 1974. Roberts desenvolveu então o computador pessoal Altair 8800, que usava o novo microprocessador Intel 8080. Ele foi apresentado na capa da edição de janeiro de 1975 da Popular Electronics, e os entusiastas inundaram a MITS com pedidos desse kit de computador, que custava US$ 397.
Bill Gates e Paul Allen juntaram-se à MITS para o desenvolvimento de softwares e o Altair BASIC foi o primeiro produto da Microsoft. Roberts vendeu a MITS em 1977 e se aposentou na Geórgia, onde cultivou, estudou medicina e acabou se tornando um médico de cidade pequena, morando em Cochran, Geórgia.

## Início da vida
Roberts nasceu em 13 de setembro de 1941, em Miami, Flórida, filho de Henry Melvin Roberts, um reparador de eletrodomésticos, e Edna Wilcher Roberts, uma enfermeira. Sua irmã mais nova, Cheryl, nasceu em 1947. Durante a Segunda Guerra Mundial, enquanto seu pai estava no exército, Roberts e sua mãe moravam na fazenda da família Wilcher, no condado de Wheeler, Geórgia. Após a guerra, a família voltou para Miami, mas Roberts passava os verões com os avós na zona rural da Geórgia. O pai de Roberts tinha uma empresa de conserto de eletrodomésticos em Miami.
Roberts começou a se interessar por eletrônica e construiu um pequeno computador baseado em relés quando estava no ensino médio. No entanto, a medicina era sua verdadeira paixão e ele entrou na Universidade de Miami com a intenção de se tornar médico, o primeiro de sua família a frequentar a faculdade. Lá, ele conheceu um neurocirurgião que compartilhava seu interesse por eletrônica. O médico sugeriu que Roberts se formasse em engenharia antes de entrar na faculdade de medicina, e Roberts mudou seu curso para engenharia elétrica.
Roberts casou-se com Joan Clark enquanto estava na universidade e, quando ela engravidou, Roberts sabia que teria de abandonar os estudos para sustentar sua nova família. A Força Aérea dos EUA tinha um programa que pagava a faculdade e, em maio de 1962, ele se alistou com a esperança de concluir sua graduação por meio do Programa de Educação e Comissionamento de Aviadores.
Após o treinamento básico, Roberts frequentou a Escola de Manutenção de Equipamentos Criptográficos na Base Aérea de Lackland, em San Antonio, Texas. Devido a seus estudos de engenharia elétrica na faculdade, Roberts foi nomeado instrutor na Escola de Criptografia quando concluiu o curso. Para aumentar seu escasso salário de alistado, Roberts trabalhou em vários projetos fora de serviço e até criou uma empresa individual, a Reliance Engineering. O trabalho mais notável foi criar os componentes eletrônicos que animavam os personagens de Natal na vitrine da loja de departamentos Joske's, em San Antonio. Em 1965, ele foi selecionado para um programa da Força Aérea para concluir seu curso universitário e tornar-se um oficial comissionado. Roberts formou-se em engenharia elétrica pela Universidade Estadual de Oklahoma em 1968 e foi designado para a Divisão de Laser do Laboratório de Armas na Base Aérea de Kirtland, em Albuquerque, Novo México. Em 1968, ele tentou se inscrever na faculdade de medicina, mas descobriu que, aos 27 anos, era considerado velho demais.

## Micro Instrumentation and Telemetry Systems

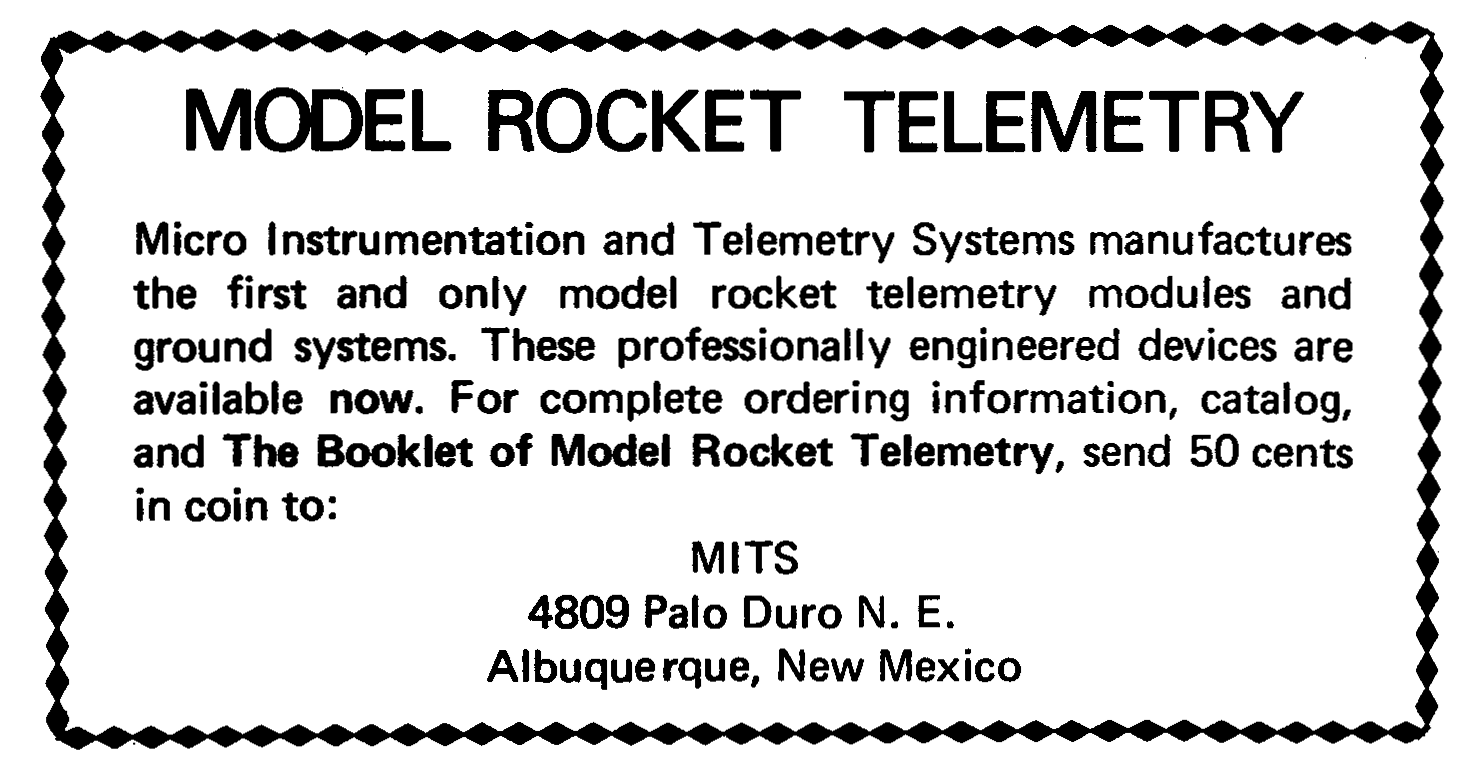
Anúncio de março de 1970, quando a sede da MITS estava localizada na garagem de Ed Roberts.

Roberts trabalhou com Forrest Mims no Laooratório de Armas e ambos compartilhavam o interesse por missilmodelismo. Mims era conselheiro do Clube de Missilmodelismo de Albuquerque e conheceu o editor da revista Model Rocketry em uma conferência de foguetes. Isso resultou em um artigo na edição de setembro de 1969 da Model Rocketry, "Luz de Rastreamento Transistorizada para Modelos de Foguetes Lançados à Noite". Roberts, Mims e os colegas de laboratório Stan Cagle e Bob Zaller decidiram que poderiam projetar e vender kits eletrônicos para entusiastas de foguetes. Roberts queria chamar a nova empresa de Reliance Engineering, mas Mims queria formar um acrônimo semelhante ao MIT do Massachusetts Institute of Technology. Cagle criou Micro Instrumentation and Telemetry Systems (MITS). Eles anunciaram o pisca-pisca de luz, um sensor de velocidade de rolagem com transmissor e outros kits na Model Rocketry, mas as vendas foram decepcionantes.
Mims escreveu um artigo sobre a nova tecnologia de diodos emissores de luz que seria publicado na edição de novembro de 1970 da revista Popular Electronics. Ele perguntou aos editores se eles também queriam uma história de projeto, e eles concordaram. Roberts e Mims desenvolveram um comunicador de LED que transmitia voz em um feixe de luz infravermelha para um receptor a centenas de metros de distância. Os leitores podiam comprar um kit de peças para construir o Opticom LED Communicator da MITS por US$ 15. A MITS vendeu pouco mais de cem kits. Mims já havia deixado a Força Aérea e queria seguir a carreira de escritor de tecnologia. Roberts comprou a parte de seus sócios originais e concentrou a empresa no mercado emergente de calculadoras eletrônicas.

## Calculadoras

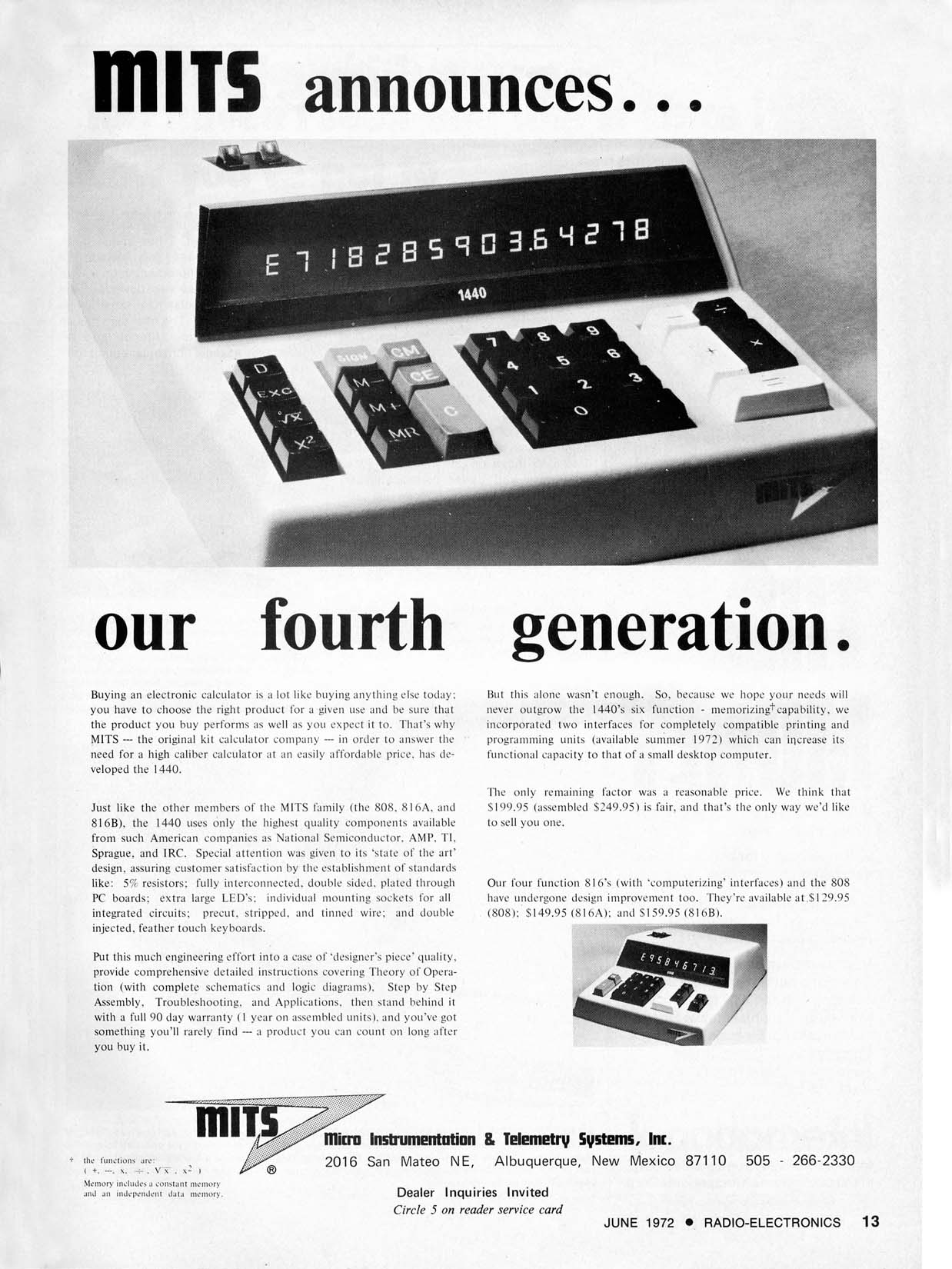
Anúncio de junho de 1972 da calculadora MITS Modelo 1440.

A primeira experiência real de Roberts com computadores ocorreu na Universidade Estadual de Oklahoma, onde os estudantes de engenharia tinham acesso gratuito a um computador IBM 1620. Seu escritório no Laboratório de Armas tinha a calculadora programável Hewlett-Packard 9100A de última geração em 1968. Roberts sempre quis construir um computador digital e, em julho de 1970, a Electronic Arrays anunciou um conjunto de seis circuitos integrados LSI que formariam uma calculadora de quatro funções. Roberts estava determinado a projetar um kit de calculadora e conseguiu que seus colegas do Laboratório de Armas, William Yates e Ed Laughlin, investissem no projeto com tempo e dinheiro.
O primeiro produto foi uma calculadora de "quatro funções" que podia somar, subtrair, multiplicar e dividir. O visor tinha apenas oito dígitos, mas os cálculos eram realizados com precisão de 16 dígitos. O kit da calculadora MITS Modelo 816 foi apresentado na capa da Popular Electronics de novembro de 1971. O kit era vendido por US$ 179 e a unidade montada custava US$ 275. Diferentemente dos kits anteriores que a MITS havia oferecido, milhares de pedidos de calculadoras chegavam todos os meses.
As vendas mensais chegaram a US$ 100.000 em março de 1973, e a MITS mudou-se para um prédio maior, com 930 metros quadrados de espaço. Em 1973, a MITS estava vendendo todas as calculadoras que podia fabricar, e 110 funcionários trabalhavam em dois turnos para montá-las. A funcionalidade dos circuitos integrados das calculadoras aumentou em ritmo acelerado e Roberts estava projetando e produzindo novos modelos. A popularidade das calculadoras eletrônicas atraiu as empresas tradicionais de equipamentos de escritório e as empresas de semicondutores para o mercado. Em setembro de 1972, a Texas Instruments (TI) lançou a calculadora portátil de quatro funções TI-2500, vendida por US$ 120. As grandes empresas podiam vender abaixo do custo para ganhar participação no mercado. No início de 1974, Ed Roberts descobriu que poderia comprar uma calculadora em uma loja de varejo por menos do que o custo dos materiais. A MITS estava agora com uma dívida de US$ 300.000 e Roberts estava procurando um novo produto de sucesso.

## Computador Altair 8800

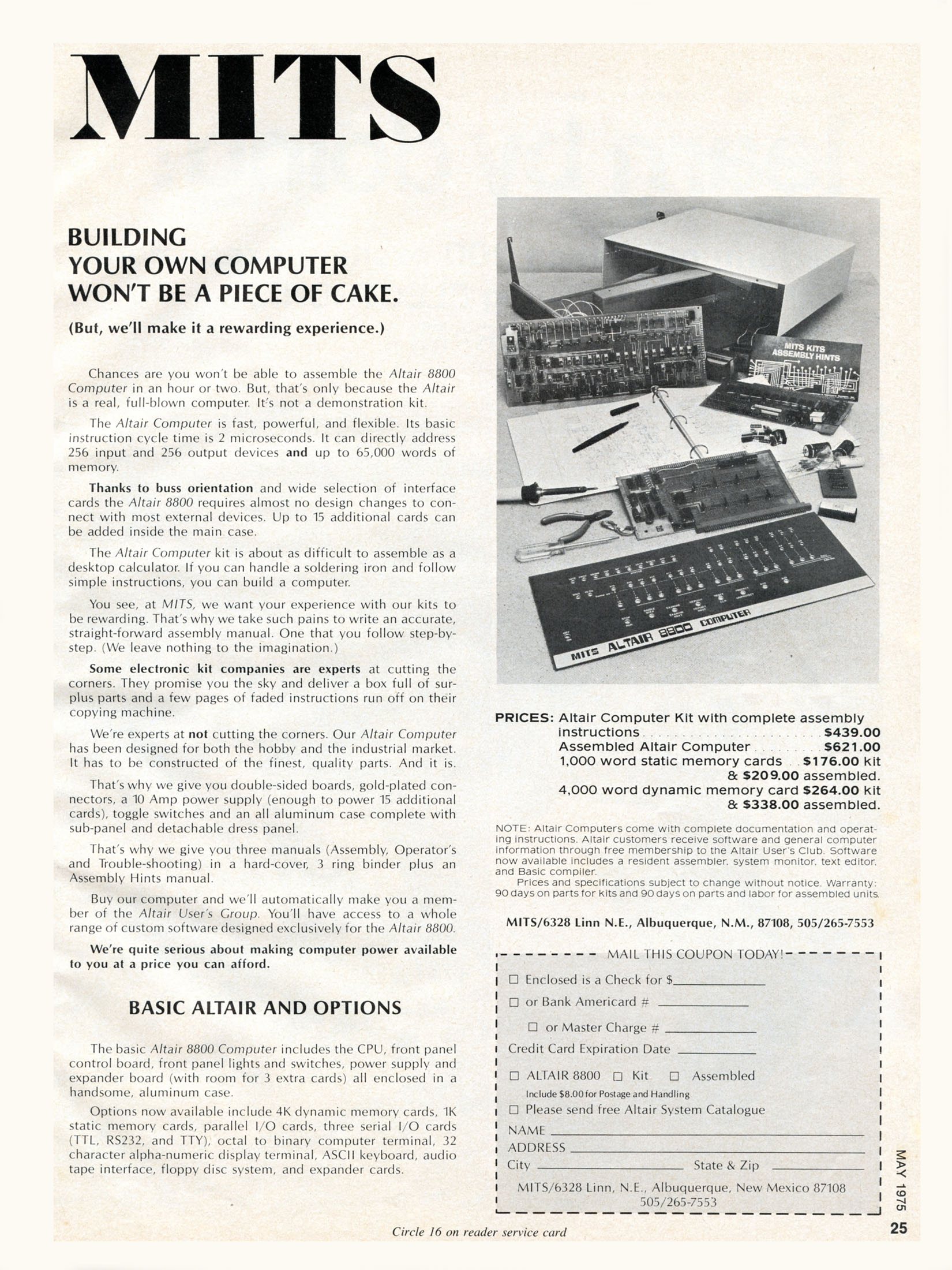
Anúncio de maio de 1975 do kit do computador Altair 8800.

Roberts decidiu voltar ao mercado de kits com um computador de baixo custo. O cliente-alvo consideraria que "alguma montagem necessária" era um recurso desejável. Em abril de 1974, a Intel lançou o microprocessador 8080, que Roberts considerava suficientemente potente para seu kit de computador, mas cada chip 8080 era vendido por US$ 360 em pequenas quantidades. Roberts achava que o preço de um kit de computador deveria ser inferior a US$ 400; para atingir esse preço, ele concordou em encomendar 1.000 microprocessadores da Intel por US$ 75 cada. A empresa tinha apenas 20 funcionários e um empréstimo bancário de US$ 65.000 financiou o projeto e a produção inicial do novo computador. Roberts disse ao banco que esperava vender 800 computadores, mas imaginou que seriam cerca de 200.
Art Salsberg, diretor editorial da Popular Electronics, estava procurando um projeto de construção de computador, e seu editor técnico Les Solomon sabia que a MITS estava trabalhando em um kit de computador baseado no Intel 8080. Roberts garantiu a Solomon que o projeto seria concluído em novembro para cumprir o prazo de impressão da edição de janeiro de 1975. O primeiro protótipo foi concluído em outubro e enviado para a Popular Electronics em Nova York para a fotografia da capa, mas foi perdido durante o transporte. Solomon já tinha várias fotos da máquina, e o artigo foi baseado nelas. Roberts e Yates começaram a trabalhar na construção de um substituto. O computador na capa da revista era uma caixa vazia com apenas interruptores e LEDs no painel frontal. O computador Altair finalizado tinha um layout de placa de circuito completamente diferente do protótipo mostrado na revista.

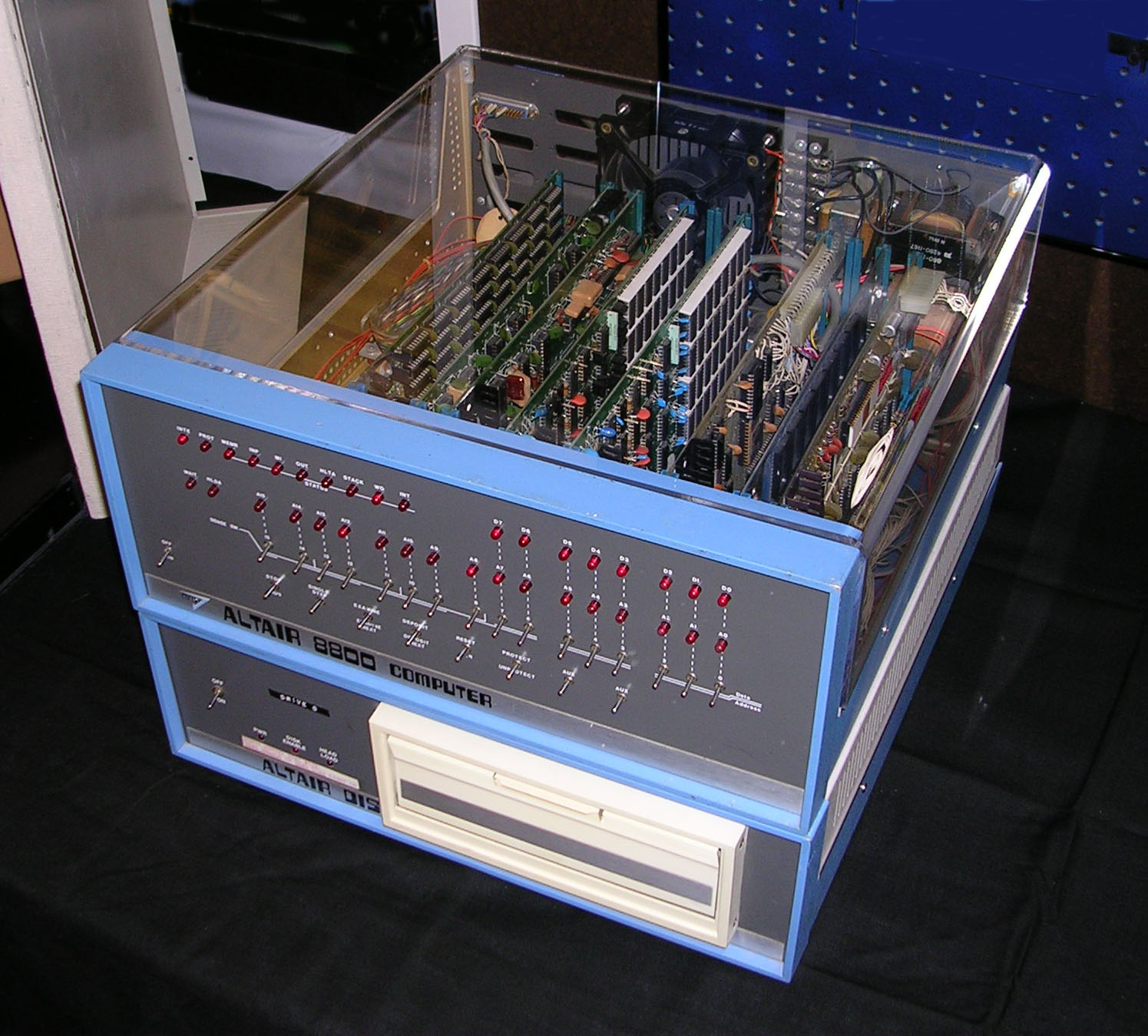
Computador Altair 8800 com sistema de disquete de 8 polegadas.

Os produtos da MITS geralmente tinham nomes genéricos, como a Calculadora Modelo 1440 ou o Voltímetro Digital Modelo 1600. Os editores da Popular Electronics queriam um nome mais atraente para o computador. O redator técnico da MITS, David Bunnell, apresentou três páginas de possíveis nomes, mas Roberts estava muito ocupado terminando o projeto do computador para escolher um. Há várias versões da história de quem escolheu Altair como o nome do computador. Na primeira Convenção do Computador Altair (março de 1976), Les Solomon disse ao público que o nome foi inspirado por sua filha Lauren, de 12 anos. Ela disse: "Por que vocês não o chamam de Altair? É para lá que a Enterprise [de Star Trek] está indo hoje à noite." A edição de dezembro de 1976 da Popular Science citou erroneamente esse relato, dando o crédito à filha de Ed Roberts. Sua única filha, Dawn, só nasceu em 1983. Ambas as versões apareceram em muitos livros, revistas e sites.
O editor Alexander Burawa se lembra de uma versão menos dramática. Originalmente, o Altair seria chamado de PE-8 (Popular Electronics 8-bit), mas Les Solomon achava que esse nome era um tanto sem graça, então Solomon, Burawa e John McVeigh decidiram que: "É um evento estelar, então vamos batizá-lo com o nome de uma estrela". McVeigh sugeriu "Altair", a décima segunda estrela mais brilhante do céu.
Quando a edição de janeiro de 1975 da Popular Electronics chegou aos leitores em meados de dezembro de 1974, a MITS foi inundada de pedidos. Eles tiveram que contratar mais pessoas apenas para atender aos telefones. Em fevereiro, a MITS recebeu 1.000 pedidos do Altair 8800. O prazo de entrega indicado era de 60 dias, mas passaram-se muitos meses até que as máquinas fossem enviadas. Em agosto de 1975, eles haviam enviado mais de 5.000 computadores.
O computador Altair 8800 foi uma venda de equilíbrio para a MITS. Eles precisavam vender placas de memória adicionais, placas de E/S e outras opções para obter lucro. A edição de abril de 1975 do boletim informativo da MITS, Computer Notes, trazia uma lista de preços de uma página que oferecia mais de 15 placas opcionais. O prazo de entrega indicado era de 60 ou 90 dias, mas muitos itens nunca foram produzidos e foram retirados das listas de preços futuras. Inicialmente, Roberts decidiu se concentrar na produção dos computadores. A entrega imediata das placas opcionais só ocorreu em outubro de 1975.
Havia vários problemas de design e de componentes na placa MITS 4K Dynamic RAM. Em julho, novas empresas, como a Processor Technology, estavam vendendo placas 4K Static RAM com a promessa de operação confiável. Ed Roberts reconheceu os problemas da placa 4K Dynamic RAM no Computer Notes de outubro de 1975. O preço foi reduzido de US$ 264 para US$ 195 e os compradores atuais receberam um reembolso de US$ 50. A MITS lançou sua própria placa 4K Static RAM em janeiro de 1976.
Várias outras empresas começaram a fabricar placas complementares e o primeiro clone, o IMSAI 8080, estava disponível em dezembro de 1975.

## Altair BASIC
Bill Gates era estudante da Universidade de Harvard e Paul Allen trabalhava na Honeywell, em Boston, quando viram o computador Altair na capa da Popular Electronics. Eles já haviam desenvolvido um software para o microprocessador Intel 8008 e sabiam que o Intel 8080 era poderoso o suficiente para suportar um interpretador BASIC. Eles enviaram uma carta à MITS dizendo que tinham um interpretador BASIC para o microprocessador 8080. Roberts se interessou, então Gates e Allen começaram a trabalhar no software. Ambos tinham experiência com os minicomputadores PDP-10 da Digital Equipment Corporation que seriam usados. Allen modificou o DEC Macro Assembler para produzir código para o Intel 8080 e escreveu um programa para emular o 8080 para que pudessem testar seu BASIC sem ter um computador Altair. Usando a linguagem BASIC-PLUS do DEC como guia, Gates determinou quais recursos funcionariam com os recursos limitados do computador Altair. Em seguida, Gates começou a escrever o código da linguagem assembly do 8080 em blocos de notas amarelos. Em fevereiro, Gates e Allen começaram a usar um PDP-10 em Harvard para escrever e depurar o BASIC. Eles também recrutaram outro estudante de Harvard, Monte Davidoff, para escrever as rotinas matemáticas de ponto flutuante.

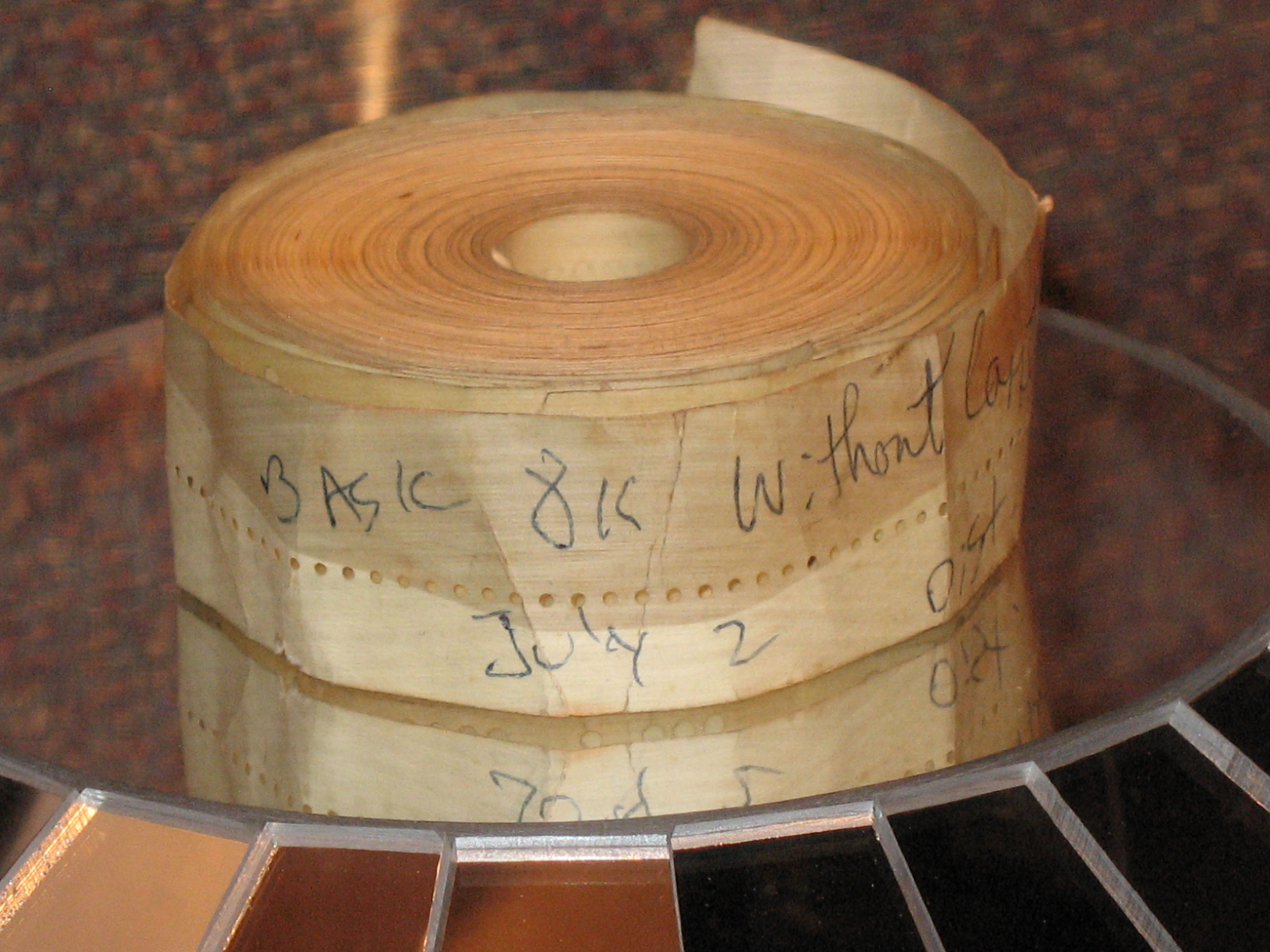
Altair 8K BASIC em fita de papel. Bill Gates deu a Paul Allen uma fita de papel contendo BASIC para levar à MITS.

Paul Allen viajou para Albuquerque, Novo México, em março de 1975, para testar o BASIC em um computador Altair 8800 real. Roberts o pegou no aeroporto em sua caminhonete e o levou até a loja onde a MITS estava localizada. Allen não ficou impressionado. O computador Altair com 7 kB de memória que o BASIC exigia ainda estava sendo testado e só ficaria pronto no dia seguinte. Roberts havia reservado a Allen o hotel mais caro de Albuquerque e o quarto custava US$ 40 a mais do que Allen havia trazido com ele. Roberts pagou pelo quarto e se perguntou quem é esse cara que trabalha com softwares que não pode pagar por um quarto de hotel.
No dia seguinte, o Altair com 7 kB finalmente passou no teste de memória e Allen tinha seu interpretador BASIC em uma fita de papel que Bill Gates havia criado pouco antes de Allen sair de Boston. Demorou quase 15 minutos para que o Teletipo Modelo 33 carregasse o programa no Altair e então imprimiu "MEMORY SIZE?" (Tamanho da memória?). Allen digitou 7168 e o Teletipo imprimiu "READY" (Pronto). Tanto Allen quanto Roberts ficaram surpresos com o fato de seu software e hardware realmente funcionarem. Eles digitaram vários programas pequenos e eles funcionaram. O interpretador BASIC não estava completo e travou várias vezes, mas Roberts tinha uma linguagem de alto nível para seu computador. Roberts contratou Allen como vice-presidente e diretor de software da MITS. Bill Gates também trabalhou na MITS; o boletim informativo da empresa de outubro de 1975 apresenta seu título como "Especialista em software".
Bill Gates permaneceu em Harvard, mas continuou trabalhando no BASIC. Os alunos tinham permissão para usar o DEC PDP-10, mas os funcionários não ficaram satisfeitos quando descobriram que Gates estava desenvolvendo um produto comercial. A escola então implementou uma política que forçou Gates a usar um serviço comercial de compartilhamento de tempo para trabalhar no BASIC.
Em 22 de julho de 1975, a MITS assinou um contrato para o Altair BASIC com Bill Gates e Paul Allen. Eles receberam US$ 3.000 na assinatura e um royalty por cada cópia do BASIC vendida, com um limite de US$ 180.000. A MITS recebeu uma licença mundial exclusiva para o programa por 10 anos. Eles também tinham direitos exclusivos de sublicenciar o programa para outras empresas e concordaram em usar seus "melhores esforços" para licenciar, promover e comercializar o programa. A MITS forneceria o tempo de computador necessário para o desenvolvimento em um PDP-10 de propriedade do distrito escolar de Albuquerque.
A MITS percebeu que o BASIC era uma vantagem competitiva e incluiu o software nas vendas de hardware de computador. Os clientes que compravam o computador, a memória e as placas de E/S da MITS podiam obter o BASIC por US$ 75; o preço normal era de US$ 500. Muitas pessoas compravam seu hardware de terceiros e "pegavam emprestado" uma cópia do Altair BASIC. Roberts se recusou a sublicenciar o BASIC para outras empresas; isso levou a uma arbitragem em 1977 entre a MITS e a nova "Micro-Soft". O árbitro concordou com a Microsoft e permitiu que ela licenciasse o 8080 BASIC para outras empresas. Roberts ficou desapontado com essa decisão. Como Allen e Gates haviam sido funcionários da MITS e ele pagou pelo tempo de uso do computador, Roberts achava que o software era dele.

## Venda para a Pertec
Em 1976, a MITS tinha 230 funcionários e vendas de US$ 6 milhões. Roberts estava cansado de suas responsabilidades gerenciais e procurava um parceiro maior. A MITS sempre usou unidades de disco da Pertec Computer Corporation e, em 3 de dezembro de 1976, a Pertec assinou uma carta de intenção para adquirir a MITS por US$ 6 milhões em ações. O negócio foi concluído em maio de 1977 e Roberts recebeu entre US$ 2 a 3 milhões. Os produtos Altair foram incorporados à linha Pertec e as instalações da MITS foram usadas para produzir o computador para pequenas empresas PCC-2000. A fábrica de Albuquerque foi fechada em dezembro de 1980 e a produção foi transferida para as fábricas da Pertec em Irvine, Califórnia.

## Carreira como médico
No final de 1977, Roberts retornou à zona rural da Geórgia e comprou uma grande fazenda no condado de Wheeler, onde havia visitado com frequência a casa de seus avós em sua juventude. Ele tinha um acordo de não concorrência com a Pertec que cobria produtos de hardware, então se tornou um fazendeiro e abriu uma empresa de software. Sua idade poderia ter frustrado seu sonho de se tornar médico, mas a Universidade Mercer, nas proximidades, abriu uma faculdade de medicina em 1982. Roberts estava na primeira turma e se formou em medicina em 1986. Ele fez sua residência em medicina interna e, em 1988, estabeleceu um consultório na pequena cidade de Cochran, Geórgia. Em 2009, o Dr. Roberts foi eleito para a Alpha Omega Alpha, a sociedade de honra médica. Ele foi indicado pelo ex-aluno da Mercer, Guy Foulkes, com base na dupla realização de Roberts de desenvolvedor do primeiro computador pessoal e sua devoção à medicina rural.

## Vida pessoal
Roberts casou-se com Joan Clark (nascida em 1941) em 1962 e eles tiveram cinco filhos, Melvin (nascido em 1963), Clark (nascido em 1964), John David (nascido em 1965), Edward (nascido em 1970), Martin (nascido em 1975) e uma filha, Dawn (nascida em 1983). Eles se divorciaram em 1988.
Roberts casou-se com Donna Mauldin em 1991 e eles ainda estavam casados quando foram entrevistados pelo The Atlanta Journal-Constitution em abril de 1997. Ele foi casado com Rosa Cooper de 2000 até sua morte.
Roberts faleceu em 1º de abril de 2010, após um período de meses de pneumonia, aos 68 anos de idade. Sua irmã, Cheryl R Roberts (nascida em 13 de novembro de 1947 - falecida em 6 de março de 2010), da vizinha Dublin, Geórgia, faleceu aos 62 anos de idade, algumas semanas antes de sua morte. Durante sua última hospitalização em Macon, Geórgia, os funcionários do hospital ficaram surpresos ao ver Bill Gates, que veio prestar as últimas homenagens ao seu primeiro empregador. Ele deixou sua esposa, todos os seus seis filhos e sua mãe, Edna Wilcher Roberts, todos na Geórgia.

## Prêmios
- 1998: Prêmio Stibitz-Wilson do Museu Americano de Computação e Robótica[59]

## Obras

### Livros
- Roberts, H. Edward; Forrest Mims (1974). Electronic Calculators. Indianapolis: Howard W Sams. ISBN 978-0-672-21039-6

### Revistas
- Mims, Forrest M.; Henry E. Roberts (Novembro de 1970). «Assemble an LED Communicator – The Opticom». Popular Electronics. 33 (5). Ziff Davis. pp. 45–50, 98–99

- Roberts, Ed (Novembro de 1971). «Electronic desk calculator you can build». Popular Electronics. 35 (5). Ziff Davis. pp. 27–32

- Roberts, H. Edward (Novembro de 1973). «Understanding computer arithmetic». Radio-Electronics. 44 (22). Gernsback. pp. 55–60. ISSN 0033-7862

- Roberts, H. Edward; William Yates (Janeiro de 1975). «Altair 8800 Minicomputer, Part 1». Popular Electronics. 7 (1). Ziff Davis. pp. 33–38. ISSN 0032-4485 Parte 2 na edição de fevereiro de 1975.

- Roberts, H. Edward; Paul Van Baalen (Novembro de 1975). «First Motorola/AMI "6800" MPU computer project». Popular Electronics. 8 (5). Ziff Davis. pp. 33–36. ISSN 0032-4485 Parte 2 na edição de dezembro de 1975.